# Minucia verecundoides
Minucia verecundoides là một loài bướm đêm trong họ Erebidae.